# Dercze István
Dercze István (Dunakisvarsány, 1941. január 25. – Budapest, 2004. május 24.) hírszerző, diplomata.

## Élete
Az Eötvös Loránd Tudományegyetem Állam- és Jogtudományi Karán szerzett jogász diplomát 1964-ben. Franciául és olaszul beszélt. Egyetemi tanulmányainak befejezése után a Belügyminisztérium III/I. Csoportfőnökségének, azaz a magyar polgári hírszerzésnek a tisztje (1964-1990). Közben párhuzamosan (szigorúan titkos állományban) az Igazságügyi Minisztérium munkatársa volt 1966 és 1969 között, majd a Külügyminisztériumban előadó 1969-től, beosztott diplomata a párizsi nagykövetségen (1970-1974).
1983-tól főkonzul, a római magyar nagykövetség konzuli osztályának és a San Marinó-i főkonzulátusnak a vezetője I. o. titkár, főkonzul rangban 1987-ig. A BM III/I Csoportfőnökségének vezetője lett ezredesi rendfokozatban 1989. december 1-én. Ő vezette le a rendszerváltás folyamatát a hírszerzésen belül, a III/I-es csoportfőnökség utolsó és a Magyar Köztársaság Információs Hivatalának első első vezetőjeként (1990). Az Információs Hivatal új alapokra helyezését már utódja, Kocsis Kálmán vezérőrnagy irányította.